# Museo de Automoción e Historia
El Museo de Automoción e Historia, también conocido como MAHI es un espacio museístico dedicado al mundo del automóvil ubicado en Arteijo.

## Descripción
El museo, inaugurado en 2023 por la Fundación Jorge Jove, está ubicado en el Polígono Industrial de Sabón (Arteijo), y muestra la evolución del automóvil a lo largo del siglo XX a través de 300 vehículos complementados con miles de piezas, fotografías y documentos diversos. Entre los primeros, cabe destacar los primeros camiones de bomberos de A Coruña o la colección Pegaso (Iveco regaló toda su colección histórica de 3,5 millones de planos).,
- Sala 1: Automoción española. Hispano-Suiza y Pegaso
- Sala 2: Automoción española. Pegaso
- Sala 3: Automoción y música
- Sala 4: Automoción y campo
- Sala 5: Automoción y literatura
- Sala 6: Automoción y bomberos
- Sala 7: Automoción y servicios
- Sala 8: Automoción y fotografía
- Sala 9: Automoción y arte (comunicación)
- Sala 10: Automoción y cine
- Sala 11: Hitos económicos y automotrices
- Sala 12: Automoción y deporte
- Sala 13: Exposiciones temporales